# Emma Navarro
Emma Navarro (* 18. Mai 2001 in New York City) ist eine US-amerikanische Tennisspielerin.

## Karriere
Navarro begann im Alter von drei Jahren mit dem Tennisspielen und bevorzugt Sandplätze. Sie spielt bislang vor allem auf der ITF Women’s World Tennis Tour, wo sie sieben Einzeltitel und einen Titel im Doppel gewinnen konnte.
Sie erreichte beim Juniorinnendoppel der US Open 2018 mit ihrer Partnerin Chloe Beck das Halbfinale. Im Juniorinneneinzel der Australian Open 2019 gelangte sie bis ins Achtelfinale, im Juniorinnendoppel bis ins Finale, wo sie und Beck gegen Natsumi Kawaguchi und Adrienn Nagy mit 4:6 und 4:6 unterlagen.
Ihr erstes Turnier der WTA Tour bestritt Navarro mit einer Wildcard für das Hauptfeld der Volvo Car Open 2019, die sie sowohl für das Einzel, als auch zusammen mit ihrer Partnerin Chloe Beck für das Doppel erhielt. Im Einzel unterlag sie in der ersten Runde Laura Siegemund mit 5:7 und 4:6, im Doppel gewannen Navarro und Beck die erste Runde gegen Darija Jurak und Jeļena Ostapenko knapp mit 1:6, 6:3 und [13:11], unterlagen dann aber im Viertelfinale dem an zwei gesetzten Duo Lucie Hradecká und Andreja Klepač mit 3:6 und 2:6. Beim mit 100.000 US-Dollar dotierten Live to Play – LTP $100K 2019 erreichte sie das Halbfinale, unterlag dort aber ihrer Landsfrau Taylor Townsend mit 1:6 und 4:6.
Beim Nürnberger Versicherungscup 2019 erhielt Navarro eine Wildcard für die Qualifikation, schied aber bereits in der ersten Runde mit 4:6 und 5:7 gegen Çağla Büyükakçay aus.
Am 12. April 2024 spielte sie erstmals für die Billie-Jean-King-Cup-Mannschaft der Vereinigten Staaten. Das Spiel gegen Hanne Vandewinkel gewann sie mit 4:6, 6:4 und 6:3.

## Turniersiege

### Einzel
| Nr. | Datum             | Turnier         | Kategorie | Belag     | Finalgegnerin   | Ergebnis      |
| --- | ----------------- | --------------- | --------- | --------- | --------------- | ------------- |
| 1.  | 7. November 2021  | Orlando         | ITF W25   | Sand      | Allie Kiick     | 3:6, 6:2, 6:3 |
| 2.  | 17. Juli 2022     | Liepāja         | ITF W60   | Sand      | Yuan Yue        | 6:4, 6:4      |
| 3.  | 15. Januar 2023   | Naples          | ITF W25   | Sand      | Peyton Stearns  | 6:3, 7:5      |
| 4.  | 23. April 2023    | Charleston      | ITF W100  | Sand      | Peyton Stearns  | 2:6, 6:2, 7:5 |
| 5.  | 30. April 2023    | Charlottesville | ITF W60   | Sand      | Ashlyn Krueger  | 6:1, 6:1      |
| 6.  | 30. Oktober 2023  | Tyler           | ITF W80   | Hartplatz | Kayla Day       | 6:3, 6:4      |
| 7.  | 12. November 2023 | Charleston      | ITF W100  | Sand      | Panna Udvardy   | 6:1, 6:1      |
| 8.  | 13. Januar 2024   | Hobart          | WTA 250   | Hartplatz | Elise Mertens   | 6:1, 4:6, 7:5 |
| 9.  | 2. März 2025      | Mérida          | WTA 500   | Hartplatz | Emiliana Arango | 6:0, 6:0      |

### Doppel
| Nr. | Datum              | Turnier    | Kategorie   | Belag | Partnerin  | Finalgegnerinnen                         | Ergebnis |
| --- | ------------------ | ---------- | ----------- | ----- | ---------- | ---------------------------------------- | -------- |
| 1.  | 30. September 2017 | Charleston | ITF $15.000 | Sand  | Chloe Beck | Xenija Kusnezowa Maria Martinez Martinez | 6:3, 6:1 |

## Karrierestatistik und Turnierbilanz

### Dameneinzel
Die letzte Aktualisierung erfolgte nach dem WTA-Turnier in Berlin 2025.
| Turnier                      | 2015             | 2016             | 2017              | 2018              | 2019              | 2020              | 2021              | 2022              | 2023              | 2024      | 2025      | T / T       | S/N         | Sieg%       |
| ---------------------------- | ---------------- | ---------------- | ----------------- | ----------------- | ----------------- | ----------------- | ----------------- | ----------------- | ----------------- | --------- | --------- | ----------- | ----------- | ----------- |
| Australian Open              | –                | –                | –                 | –                 | –                 | –                 | –                 | –                 | –                 | 3         | VF        | 0 / 2       | 6:2         | 75 %        |
| French Open                  | –                | –                | –                 | –                 | –                 | –                 | –                 | –                 | 2                 | AF        | 1         | 0 / 3       | 4:3         | 57 %        |
| Wimbledon                    | –                | –                | –                 | –                 | –                 | n. a.             | –                 | –                 | 1                 | VF        | AF        | 0 / 3       | 7:3         | 70 %        |
| US Open                      | –                | –                | –                 | –                 | Q1                | –                 | 1                 | –                 | 1                 | HF        |           | 0 / 3       | 5:3         | 63 %        |
| WTA Finals                   | –                | –                | –                 | –                 | –                 | n. a.             | –                 | –                 | –                 | –         |           | 0 / 0       | 0:0         | –           |
| Doha                         | a. K.            | –                | a. K.             | –                 | a. K.             | –                 | a. K.             | –                 | a. K.             | AF        | 2         | 0 / 2       | 2:2         | 50 %        |
| Dubai                        | –                | a. K.            | –                 | a. K.             | –                 | a. K.             | –                 | a. K.             | –                 | 2         | AF        | 0 / 2       | 2:2         | 50 %        |
| Indian Wells                 | –                | –                | –                 | –                 | –                 | n. a.             | –                 | 1                 | 2                 | VF        | 3         | 0 / 4       | 5:4         | 56 %        |
| Miami                        | –                | –                | –                 | –                 | –                 | n. a.             | –                 | –                 | Q2                | AF        | 2         | 0 / 2       | 2:2         | 50 %        |
| Madrid                       | –                | –                | –                 | –                 | –                 | n. a.             | –                 | –                 | –                 | 3         | 3         | 0 / 2       | 2:2         | 50 %        |
| Rom                          | –                | –                | –                 | –                 | –                 | –                 | –                 | –                 | –                 | 2         | 3         | 0 / 2       | 1:2         | 33 %        |
| Kanada                       | –                | –                | –                 | –                 | –                 | n. a.             | –                 | –                 | –                 | HF        |           | 0 / 1       | 3:1         | 75 %        |
| Cincinnati                   | –                | –                | –                 | –                 | –                 | –                 | Q1                | –                 | 1                 | 1         |           | 0 / 2       | 0:2         | 0 %         |
| Guadalajara                  | n. a. bzw. a. K. | n. a. bzw. a. K. | n. a. bzw. a. K.  | n. a. bzw. a. K.  | n. a. bzw. a. K.  | n. a. bzw. a. K.  | n. a. bzw. a. K.  | –                 | AF                | a. K.     | a. K.     | 0 / 1       | 2:1         | 67 %        |
| Peking                       | –                | –                | –                 | –                 | –                 | nicht ausgetragen | nicht ausgetragen | nicht ausgetragen | –                 | 2         |           | 0 / 1       | 0:1         | 0 %         |
| Wuhan                        | –                | –                | –                 | –                 | –                 | nicht ausgetragen | nicht ausgetragen | nicht ausgetragen | nicht ausgetragen | 2         |           | 0 / 1       | 0:1         | 0 %         |
| Olympische Spiele            | n. a.            | –                | nicht ausgetragen | nicht ausgetragen | nicht ausgetragen | nicht ausgetragen | –                 | n. a.             | n. a.             | AF        | n. a.     | 0 / 1       | 2:1         | 67 %        |
| Billie Jean King Cup         | –                | –                | –                 | –                 | –                 | –                 | –                 | –                 | –                 | 1         |           | 0 / 1       | 1:0         | 100 %       |
| Statistik                    | Statistik        | Statistik        | Statistik         | Statistik         | Statistik         | Statistik         | Statistik         | Statistik         | Statistik         | Statistik | Statistik | S/N         | S/N         | Sieg%       |
| Turnierteilnahmen            | 1                | 1                | 4                 | 9                 | 12                | 7                 | 14                | 19                | 29                | 27        | 16        | Gesamt: 139 | Gesamt: 139 | Gesamt: 139 |
| Erreichte Finals             | 0                | 0                | 0                 | 0                 | 0                 | 0                 | 1                 | 3                 | 8                 | 2         | 1         | Gesamt: 15  | Gesamt: 15  | Gesamt: 15  |
| Gewonnene Titel              | 0                | 0                | 0                 | 0                 | 0                 | 0                 | 1                 | 1                 | 5                 | 1         | 1         | Gesamt: 9   | Gesamt: 9   | Gesamt: 9   |
| Hartplatz-Siege/-Niederlagen | 0:0              | 0:0              | 2:2               | 7:4               | 3:4               | 0:5               | 6:6               | 23:10             | 20:10             | 33:14     | 11:7      | 105:62      | 105:62      | 63 %        |
| Sand-Siege/-Niederlagen      | 1:1              | 0:1              | 2:2               | 12:5              | 7:8               | 2:2               | 13:7              | 8:8               | 37:11             | 14:7      | 6:6       | 102:58      | 102:58      | 64 %        |
| Rasen-Siege/-Niederlagen     | 0:0              | 0:0              | 0:0               | 0:0               | 0:0               | 0:0               | 0:0               | 0:0               | 7:3               | 7:3       | 2:2       | 16:8        | 16:8        | 67 %        |
| Gesamt-Siege/-Niederlagen    | 1:1              | 0:1              | 4:4               | 19:9              | 10:12             | 2:7               | 19:13             | 31:18             | 64:24             | 54:24     | 19:15     | 223:128     | 223:128     | 64 %        |
| Sieg%                        | 50 %             | 0 %              | 50 %              | 68 %              | 45 %              | 22 %              | 59 %              | 63 %              | 73 %              | 69 %      | 56 %      | Gesamt:     | Gesamt:     | 64 %        |
| Jahresendposition            | –                | –                | –                 | 763               | 486               | 463               | 233               | 143               | 38                | 8         |           | N/A         | N/A         | N/A         |

Zeichenerklärung: S = Turniersieg; F, HF, VF, AF = Einzug ins Finale / Halbfinale / Viertelfinale / Achtelfinale; 1, 2, 3 = Ausscheiden in der 1. / 2. / 3. Hauptrunde; KF (kleines Finale) = unterlegen im Spiel um Platz drei; RR = Round Robin (Gruppenphase); n. a. = nicht ausgetragen; a. K. = andere Kategorie; PO (Play-off) = Auf- und Abstiegsrunde im Billie Jean King Cup; K1, K2, K3 = Teilnahme in der Kontinentalgruppe I, II, III im Billie Jean King Cup.
Anmerkung: Diese Statistik berücksichtigt alle Ergebnisse im Einzel bei ITF- und WTA-Turnieren. Als Quelle dient die ITF-Seite der Spielerin. Dargestellt sind nur WTA-Turniere der Kategorien Premier Mandatory und Premier 5 (2009–2020) bzw. die WTA-Turniere der Kategorie 1000 (seit 2021).

### Damendoppel
| Turnier         | 2023 | 2024 | Karriere |
| --------------- | ---- | ---- | -------- |
| Australian Open | —    | AF   | AF       |
| French Open     | 1    | VF   | VF       |
| Wimbledon       | 1    | 2    | 2        |
| US Open         | 1    | —    | 1        |

Zeichenerklärung: S = Turniersieg; F, HF, VF, AF = Einzug ins Finale / Halbfinale / Viertelfinale / Achtelfinale; 1, 2, 3 = Ausscheiden in der 1. / 2. / 3. Hauptrunde; Q1, Q2, Q3 = Ausscheiden in der 1. / 2. / 3. Qualifikationsrunde; nicht ausgetragen

### Juniorinneneinzel
| Turnier         | 2018 | 2019 | Karriere |
| --------------- | ---- | ---- | -------- |
| Australian Open | —    | AF   | AF       |
| French Open     | —    | F    | F        |
| Wimbledon       | —    | HF   | HF       |
| US Open         | 1    | 2    | 2        |

### Juniorinnendoppel
| Turnier         | 2018 | 2019 | Karriere |
| --------------- | ---- | ---- | -------- |
| Australian Open | —    | F    | F        |
| French Open     | —    | S    | S        |
| Wimbledon       | —    | VF   | VF       |
| US Open         | HF   | —    | HF       |

## Persönliches
Navarro ist die Tochter des Geschäftsmanns und Milliardärs Ben Navarro und die Enkelin des ehemaligen American-Football-Spielers und Trainers Frank Navarro.

## Auszeichnungen
- WTA Most Improved Player of the Year – 2024[3]